# Raphaël de Bourgogne
Raphaël de Bourgogne, également appelé Raphaël Marcatellis ou Mercatellis, né vers 1437 à Bruges et mort le 4 août 1508, fils du duc de Bourgogne Philippe le Bon, est un moine qui fut abbé de Saint-Bavon de Gand.

## Biographie
Raphaël de Bourgogne est l'un des nombreux enfants naturels du duc Philippe le Bon. Sa mère, Marie de Belleval, a épousé un membre de la famille marchande vénitienne Mercatelli de Mercatello, qui avait alors des représentants à Bruges. Son mari adopte le bâtard ducal et lui donne son nom.
Raphaël Mercatell étudie la théologie à la Sorbonne. Peu de temps après avoir terminé ses études, il devient bénédictin à l'abbaye Saint-Pierre à Gand, puis en 1463, il est abbé de l'abbaye Saint-Pierre à Audembourg. En 1478, il devient l'abbé de l'abbaye Saint-Bavon à Gand.
Raphaël Mercatell est connu comme bibliophile, fondateur de la librije van St Baafs (bibliothèque de l'abbaye de Saint-Bavon à Gand).
Il possédait une importante collection de manuscrits, dont il subsiste plus de soixante, conservés dans différentes bibliothèques.

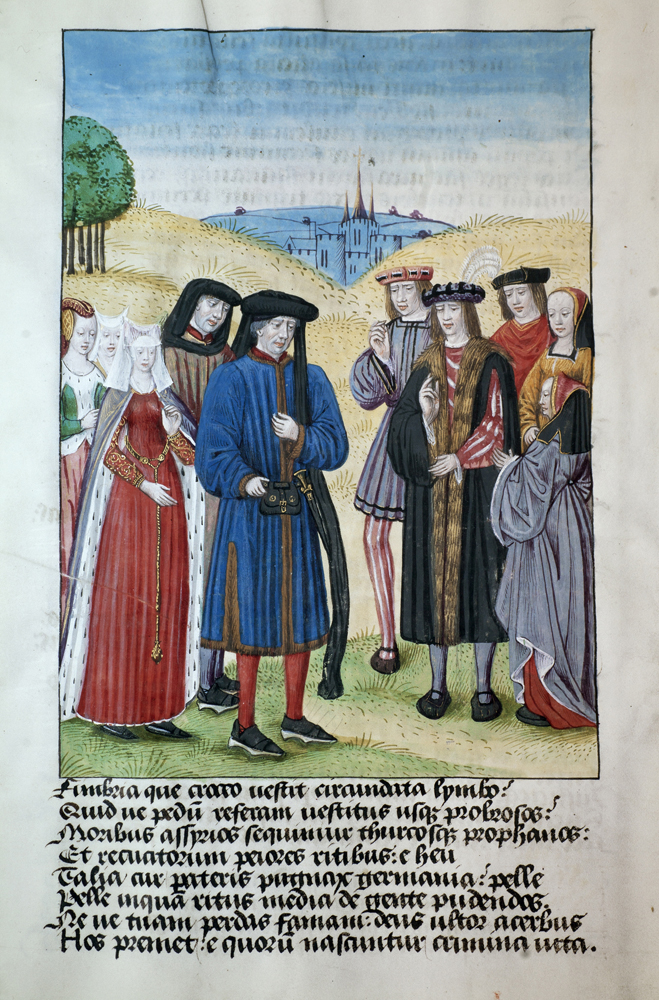
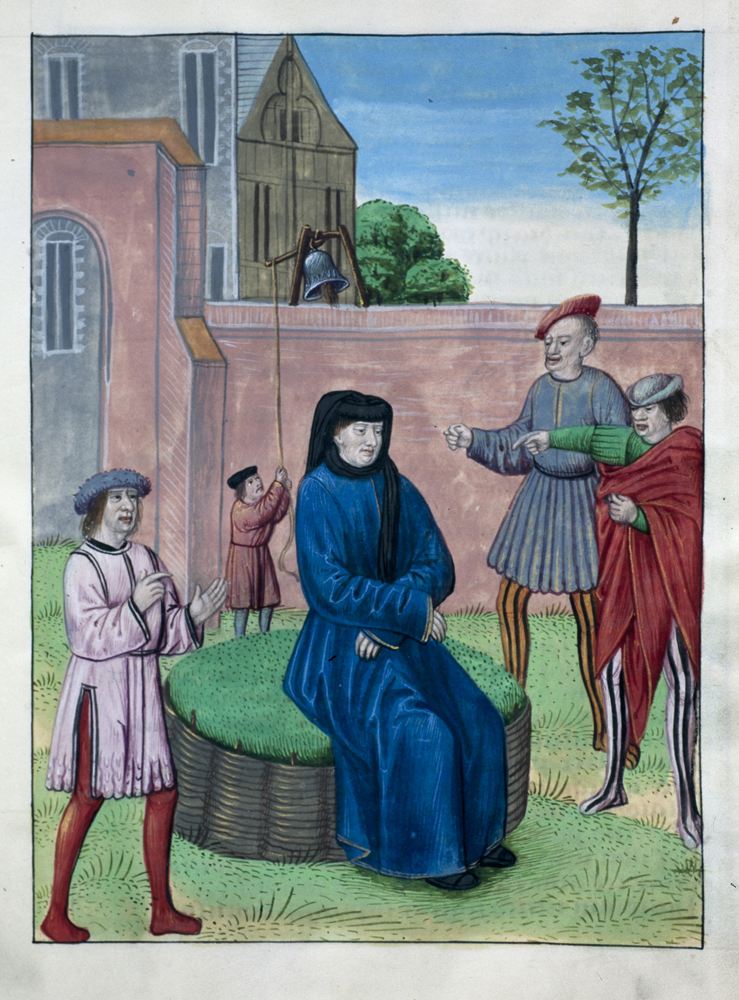
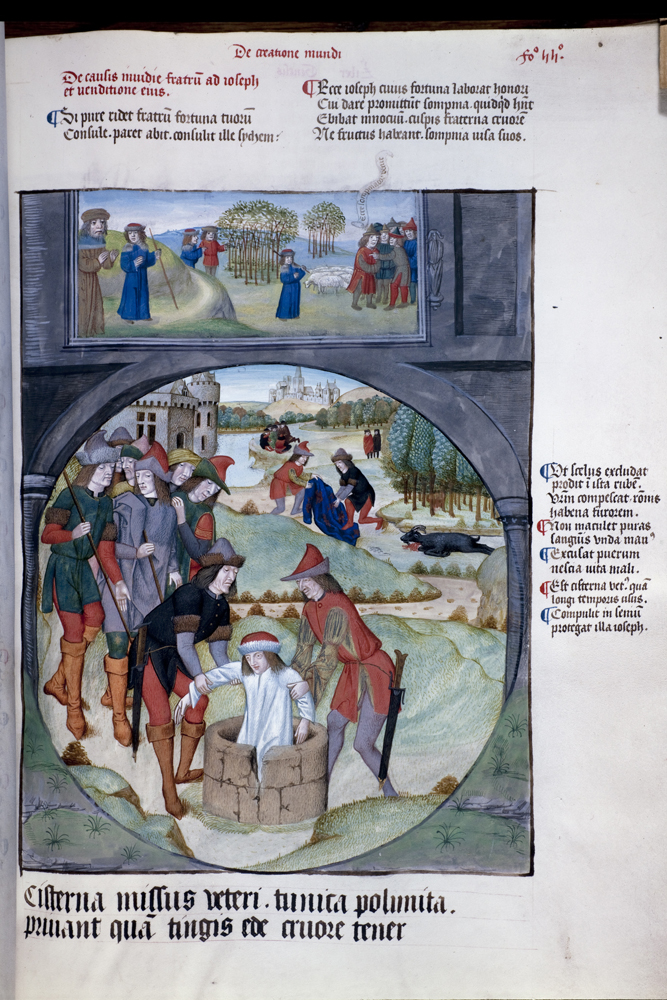
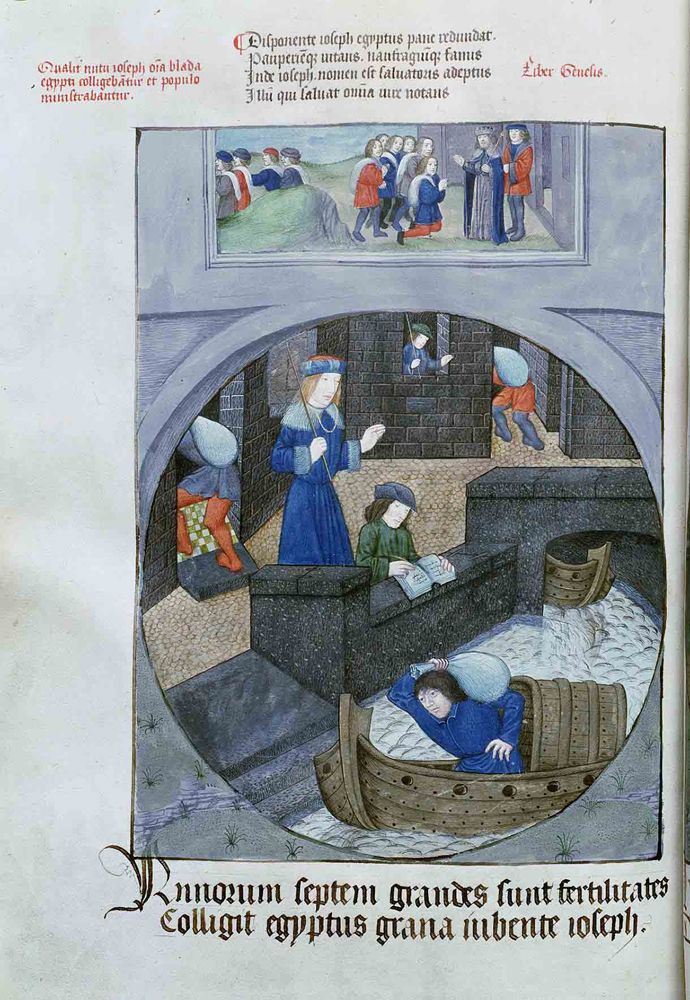